# Beavis and Butt-Head
Beavis and Butt-Head es una serie de dibujos animados estadounidense dirigida para adolescentes y adultos, emitida originalmente por la cadena de televisión MTV. La serie fue transmitida originalmente de 1993 a 1997 y, posteriomente, ha tenido dos regresos. Fue creada por Mike Judge, quien luego escribió y produjo la serie de televisión King of the Hill y la película Office Space. La serie influyó mucho en el lenguaje de la juventud estadounidense de los noventa. Beavis and Butt-Head comenzó como un corto animado de Judge MTV Animation. Este capítulo, llamado Frog Baseball, fue visto en el festival Spike & Mike y en el programa de MTV Liquid Television. En 1996, la serie fue adaptada en la película animada Beavis and Butt-Head Do America. En 2022, una segunda película de la serie fue estrenada en la plataforma de streaming Paramount+ bajo el nombre de Beavis and Butt-Head Do the Universe.
La cadena encargó una serie completa, que a lo largo de sus siete temporadas se convirtió en su programa más popular. La serie original terminó en 1997, pero se reinició dos veces, primero en 2011 para MTV y nuevamente en 2022 para Paramount+. El 5 de junio de 2024, se confirmó que en 2025 se empezarían a emitir nuevos episodios en Comedy Central. Posteriormente, se dio a conocer que la nueva temporada se estrenará el 3 de septiembre de 2025.

## Premisa
Beavis y Butt-Head son adolescentes poco inteligentes que viven en la ciudad ficticia de Highland, Texas. Rolling Stone los describió como «estruendosamente estúpidos y exasperantemente feos». Pasan el tiempo viendo televisión, bebiendo bebidas poco saludables, comiendo, y emprendiendo aventuras «mundanas y sórdidas», que a menudo involucran vandalismo, abuso, violencia o crueldad hacia los animales. Según The Baltimore Sun, Beavis y Butt-Head «están en su punto más equivocado cuando se trata de sexualidad y cuestiones de género. Lo más amable que se puede decir de ellos al respecto es que son misóginos en ciernes». Cuando Beavis consume grandes cantidades de cafeína o azúcar, se transforma en Cornholio, un alter ego hiperactivo. A lo largo de la serie, desarrollaron personalidades más definidas. Beavis era más hiperactivo y considerablemente menos inteligente que su mejor amigo Butt-Head, quien era a menudo más relajado y tendía a ser la mitad más inteligente del dúo.
La mayoría de los episodios incluyen secuencias donde Beavis y Butt-Head ven videos musicales y comentan sobre ellos. Prefieren videos con «explosiones, guitarras estruendosas, gritos y muerte», y favorecen bandas de rock como Butthole Surfers, Corrosion of Conformity y Metallica. Judge dijo que veía a Beavis y Butt-Head como «personajes bastante positivos, en general… Por lo general, piensan que todo es bastante genial. O, de una forma u otra, todo da asco». Comentó que su percepción de los personajes cambió con los años: «Cuando empecé con el primer programa, que fue Frog Baseball, eran solo dos tipos de los que definitivamente querría mantenerme alejado… Pero, al final de la serie, pensaría que dos tipos así al menos serían divertidos para sentarse a ver la tele». Judge compuso la canción tema de la serie, que desciende de «Gone Shootin'» de AC/DC. Más tarde afirmó que el riff central de guitarra del tema es esa canción tocada al revés.

## Reparto de voces
- Mike Judge como Beavis, Butt-Head, el director McVicker, el entrenador Buzzcut, David Van Driessen, Tom Anderson y otros
- Tracy Grandstaff como Daria Morgendorffer y la señora Stevenson
- Kristofer Brown en varios personajes
- Toby Huss como Todd y otros

## Desarrollo

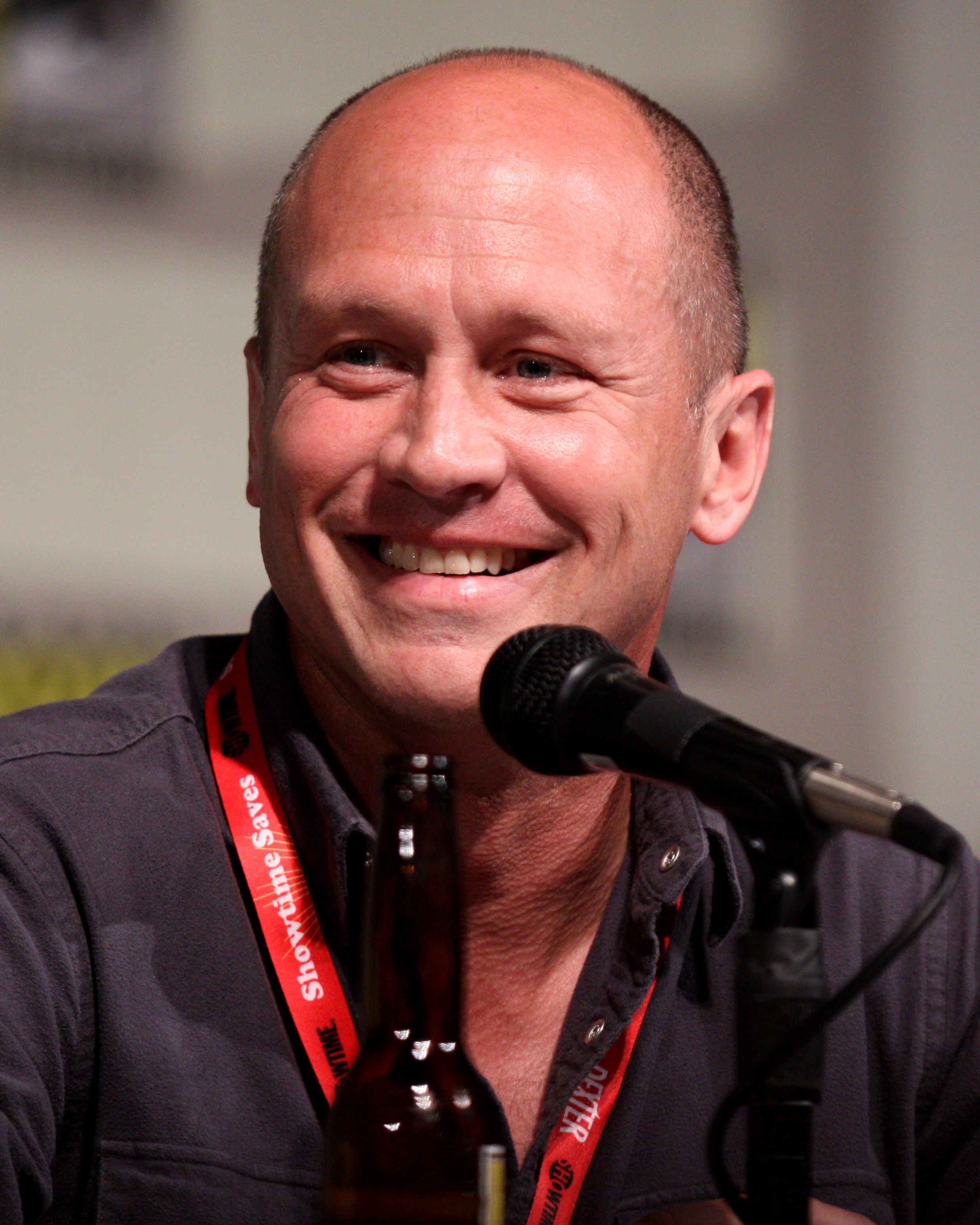
Mike Judge (en la imagen de 2011) creó Beavis and Butt-Head y da voz a la mayoría de los personajes.

Beavis y Butt-Head fue creada por el animador estadounidense Mike Judge. Se graduó en física, pero tuvo dificultades para conectar con su trabajo en informática. A finales de los años 80, comenzó a hacer cortometrajes animados por su cuenta; se enseñó a dibujar y animar, y filmaba sus proyectos con una cámara Bolex barata de 16 mm. Realizó varios cortos, incluyendo Frog Baseball, que marcó las primeras apariciones de los personajes. Judge contactó a las cadenas telefónicamente para presentar este concepto y enviaba cintas VHS con copias de sus películas. La voz de Beavis se basó en un chico de su clase de cálculo en la escuela secundaria, quien siempre se reía de una forma característica con su profesora atractiva.
El estilo artístico de lo que se convirtió en Beavis y Butt-Head fue intencionadamente disruptivo; Judge quería que pareciera «dibujado por una persona loca». La tira cómica Peanuts fue una influencia poco probable: Judge declaró que el trabajo de línea y la sensibilidad de boceto de Charles Schulz se filtraron también en su estilo. También se inspiró en el trabajo de John Kricfalusi y en el animador tejano Wes Archer y su película Jack Mack and Rad Boy Go! Estéticamente, Judge comparó los mejores episodios del programa con la comida reconfortante: «Creo que hay algo relajante en ello», señaló. También afirmó que la comedia excéntrica de The Beverly Hillbillies fue una influencia en el programa. Otros elementos del entorno se dejan a la imaginación del espectador: se dice poco sobre las historias personales de los personajes o sus padres, y no está claro en qué casa están los personajes viviendo temporalmente. Este aspecto de la serie también se inspiró en Peanuts, donde los personajes también parecen habitar un mundo liminal sin padres.
Originalmente no se mencionaba en qué estado vivían, y Mike Judge imaginó que vivían en un pequeño pueblo de Nuevo México. Pero cuando un artista de fondos, sin el conocimiento de Judge, escribió «Texas» en las placas de los autos, decidió que vivían en Texas. MTV compró Frog Baseball y otros dos cortos para emitirlos como parte de su showcase de animación nocturna Liquid Television, desde donde se encargó la serie.

## Personajes
Beavis y Butt-Head son dos adolescentes cuya vida se resume en ver televisión, comer comida basura (generalmente nachos), beber refrescos, ir a centros comerciales, escuchar heavy metal y hard rock, intentar "anotar" como dicen ellos (tener sexo) y practicar el acto de la masturbación. En ocasiones trabajan en un local de comida rápida llamado Burger World, donde Beavis trabaja como cocinero y Butt-Head es el cajero.
- Beavis: Es el más hiperactivo y, en general, menos inteligente del dúo. Manifiesta un entusiasmo excesivo y se excita con frecuencia, especialmente cuando habla de planes ambiciosos relacionados con ganar dinero, el sexo o la violencia, a lo que Butt-Head suele responder con golpes. Aunque muestra conductas antisociales en menor medida, es más benevolente que su compañero. Su risa se acompaña de gruñidos. Generalmente, es maltratado por Butt-Head, aunque rara vez le importa, ya que suele reírse de ello; en ocasiones se molesta y lo llama «anoide». Beavis tiene la costumbre de tocarse las gónadas, al igual que Butt-Head. Posee un alter ego denominado «El Gran Cornholio» («Porculio» en España) cuando ingiere grandes cantidades de café o azúcar; en este estado, suele hablar de su trasero o de la necesidad de papel higiénico. Es más bajo que Butt-Head y viste pantalones cortos grises y una camiseta azul intenso con el logotipo de Metallica, aunque en ciertos juguetes y videojuegos se le representa con una camiseta que dice «Death Rock» para evitar problemas de derechos de autor. Una curiosidad de este personaje es que siempre aparece con la cabeza dibujada de perfil, a diferencia de Butt-Head, que se muestra de frente; esto es especialmente notorio en las escenas en las que mira televisión.
- Butt-Head: Es el otro personaje principal junto a Beavis y suele ser el líder del dúo. Es ligeramente más inteligente y toma las decisiones del grupo con seguridad, sin importar cuán estúpidas o ridículas puedan parecer. A diferencia de Beavis, que se entusiasma exageradamente, Butt-Head mantiene un comportamiento más mesurado y normal. Posee frenillos dentales, cabello castaño peinado hacia atrás y ojos pequeños y rasgados. Su vestimenta habitual consiste en pantalones cortos rojos y una camiseta negra con el logotipo de AC/DC; al igual que con Beavis, en algunos juguetes su camiseta se modifica a «Skull» para evitar derechos de autor.
- Tom Anderson: Vecino mayor de Beavis y Butt-Head, frecuentemente los contrata para realizar tareas que terminan destruyendo su jardín, casa o pertenencias. Debido a su visión deficiente y senilidad leve, rara vez los reconoce o recuerda sus nombres. Es veterano de la Segunda Guerra Mundial y de la Guerra de Corea.
- David Van Driessen: Profesor de Highland High School y posiblemente la única persona que se preocupa genuinamente por Beavis y Butt-Head. Nunca se rinde en sus intentos educativos, aunque el dúo se burla de él y es ajeno a sus buenas intenciones. Van Driessen es un hippie con comportamiento indulgente y apacible. Sus esfuerzos por enseñar lecciones útiles suelen terminar en desastre, pues el dúo interpreta los mensajes de manera incorrecta. Con frecuencia toca canciones en su guitarra acústica, lo que suele terminar en lesiones graves, e incluso en situaciones casi mortales. Enseña materias como biología, arte, animación, economía, salud, historia, matemáticas y literatura, entre otras.
- Entrenador Buzzcut: Profesor en Highland High School, enojadizo, impaciente y malhumorado. Veterano de la Guerra de Vietnam, odia al dúo más que cualquier otra persona. Aunque ocasionalmente sustituye en clases regulares, su asignatura principal es educación física.
- Director McVicker: Director de Highland High School y el personaje que más odia a Beavis y Butt-Head. En varios episodios, el dúo arruina su vida sin intención. Es apodado «Mc Dicker» por los protagonistas. Se le muestra sacudiéndose constantemente, tomando medicación con receta y sin sonreír; a veces consume bourbon Old Crow. Al final de la primera etapa de la serie original, cuando cree que Beavis y Butt-Head han fallecido, se muestra más tranquilo y alegre. Mike Judge declaró que se inspiró en un director que tuvo en noveno grado para la voz y los gestos de McVicker, incluyendo su tartamudeo y ciertos ruidos característicos.
- Daria Morgendorffer: Chica sarcástica aficionada al rock alternativo. Asiste al mismo instituto que Beavis y Butt-Head y es una de las pocas personas que los percibe tal como son. El dúo la llama «Diarrea». Con el tiempo, se convirtió en protagonista de su propia serie derivada, Daria. Fue el único personaje creado a petición de MTV para introducir un personaje femenino capaz de tolerar y manejar al dúo, idea que Mike Judge aceptó e implementó en la serie.
- Todd Ianuzzi: Adulto joven, rudo, arrogante y chulo. Aunque Beavis y Butt-Head lo admiran e intentan unirse a su «pandilla», Todd los desprecia y con frecuencia los golpea, aprovechándose de ellos para obtener dinero, comida o un lugar seguro frente a otras pandillas o la policía.
- Stewart Stevenson: Vecino menor de Beavis y Butt-Head. De baja estatura, con sobrepeso y cabello rubio, viste una camiseta con el logo de la banda Winger. Cree que Beavis y Butt-Head son sus mejores amigos, aunque ellos no lo consideren así.

## Episodios
| Temporada | Temporada | Episodios      | Episodios      | Emisión original         | Emisión original        | Emisión original |
| Temporada | Temporada | Episodios      | Episodios      | Primera emisión          | Última emisión          | Cadena           |
| --------- | --------- | -------------- | -------------- | ------------------------ | ----------------------- | ---------------- |
|           | Pilotos   | 2              | 2              | 22 de septiembre de 1992 | 17 de noviembre de 1992 | MTV              |
|           | 1         | 3              | 3              | 8 de marzo de 1993       | 25 de marzo de 1993     | MTV              |
|           | 2         | 26             | 26             | 17 de mayo de 1993       | 15 de julio de 1993     | MTV              |
|           | 3         | 31             | 31             | 6 de septiembre de 1993  | 5 de marzo de 1994      | MTV              |
|           | 4         | 32             | 32             | 14 de marzo de 1994      | 15 de julio de 1994     | MTV              |
|           | 5         | 50             | 50             | 31 de octubre de 1994    | 12 de octubre de 1995   | MTV              |
|           | 6         | 20             | 20             | 31 de octubre de 1995    | 7 de marzo de 1996      | MTV              |
|           | 7         | 41             | 41             | 26 de enero de 1997      | 28 de noviembre de 1997 | MTV              |
|           | 8         | 22             | 22             | 27 de octubre de 2011    | 29 de diciembre de 2011 | MTV              |
|           | 9         | 23             | 23             | 4 de agosto de 2022      | 13 de octubre de 2022   | Paramount+       |
|           | 10        | 27             | 27             | 20 de abril de 2023      | 29 de junio de 2023     | Paramount+       |
|           | 11        | Por anunciarse | Por anunciarse | 3 de septiembre de 2025  | Por anunciarse          | Comedy Central   |

## Legado
En 1995, Beavis y Butt-Head protagonizaron un pequeño episodio de promoción de la Gira Ballbreaker, de AC/DC. El vídeo trata de lo siguiente:
Beavis y Butt-Head están delante de una sala donde descansan los miembros de AC/DC. El acceso a la sala está prohibido, así que se quedan parados delante de la puerta. Entonces, llegan dos chicas, y los protagonistas, debido a su obsesión por el sexo, intentan ligar con ellas. Las chicas pasan de ellos y entran en la sala. Luego, llegan otras dos mujeres, que también entran en la sala. Butt-Head, furioso, comienza a gritar. Entonces, sale de la sala Angus Young, guitarrista principal de AC/DC. Silba y sale una mujer vestida con una capa, un traje negro muy ceñido y un taladro. Esta mujer es el símbolo del álbum Ballbreaker (1995). La mujer comienza a perseguir a Beavis y Butt-Head, y éstos empiezan a correr asustados. La escena termina con Angus Young riéndose de forma malvada frente a la cámara.
En diciembre de 2005, TV Guide colocó la risa distintiva del dúo en el puesto 66 de su lista de las 100 mejores citas y frases de la televisión. En 2012, TV Guide clasificó a Beavis and Butt-Head como uno de los 60 mejores dibujos animados de televisión de todos los tiempos. IGN clasificó la serie como la quinta mejor caricatura de todos los tiempos en su lista de las 100 mejores series animadas.
Varias series de televisión han hecho parodias u homenajes a la serie, entre ellas Los Simpsons, Padre de Familia, Arthur, Friends, El Crítico, Dos hombres y medio, Frasier, Los Padrinos Mágicos, Boy Meets World, Full House, Saved by the Bell: The College Years, Robot Chicken, Married... with Children, Roseanne, Tiny Toon Adventures, Big Mouth,La casa de los dibujos, Fantasma del Espacio de costa a costa, Beverly Hills, 90210, 2 Broke Girls, entre otras.[cita requerida]
En el episodio del 13 de abril de 2024 de Saturday Night Live, el presentador invitado Ryan Gosling y el actor habitual Mikey Day aparecieron en un sketch como versiones de carne y hueso de Beavis y Butt-Head. El sketch se volvió viral y recibió una gran cobertura mediática y elogios de la crítica. La pareja repitió sus papeles en la alfombra roja del estreno de la película The Fall Guy.